# ابرخوشه شپلی
ابرخوشه شپلی یا ابرخوشه کهکشانی شپلی (انگلیسی: Shapley Supercluster) یا (SCl 124) بزرگ‌ترین تمرکز غلظت کهکشان‌ها در جهان نزدیک ماست که خود واحدی در تعامل گرانشی را تشکیل می‌دهد و در نتیجه به جای انبساط با کیهان، خود را به هم می‌کشد. این به عنوان یک چگالی چشمگیر در توزیع کهکشان‌ها در صورت فلکی قنطورس ظاهر می‌شود. این ابرخوشه ۶۵۰ میلیون سال نوری از ما فاصله دارد (z=۰٫۰۴۶).

## تاریخچه
در سال ۱۹۳۰، هارلو شپلی و همکارانش در رصدخانه کالج هاروارد، با استفاده از کلیشه‌های به دست آمده در تلسکوپ ۲۴ اینچی بروس در بلومفونتن، آفریقای جنوبی، بررسی کهکشان‌ها در آسمان جنوبی را آغاز کردند. تا سال ۱۹۳۲، شپلی بر اساس شمارش کهکشان‌های کلیشه‌های، کشف ۷۶۰۰۰ کهکشان روشن‌تر از قدر ظاهری ۱۸ را در یک سوم آسمان جنوبی گزارش داد. برخی از این داده‌ها پس از چندی به عنوان بخشی از شمارش کهکشان‌های هاروارد منتشر شد که هدف آن نقشه‌برداری از ناشناختهٔ کهکشانی و یافتن چگالی فضایی کهکشان‌ها بود.
در این کاتالوگ، شپلی می‌توانست بیشتر «ابر کما-باکره» را ببیند (اکنون به‌عنوان برهم‌نهی ابرخوشه کما و ابرخوشه سنبله شناخته می‌شود)، اما یک «ابر» را در صورت فلکی قنطورس یافت که برجسته‌ترین غلظت را دارد. از کهکشان‌ها او آن را به‌خاطر «بعد خطی بزرگ، جمعیت زیاد و شکل کاملاً کشیده» آن جالب توجه یافت. این را می‌توان با چیزی که اکنون به عنوان هسته ابرخوشه شپلی می‌شناسیم شناسایی کرد. شپلی از میانگین قطر کهکشان‌ها فاصله تا این ابر را ۱۴ برابر خوشه سنبله تخمین زده است. این امر بر اساس برآورد فعلی فاصله تا ویرگو، ابرخوشه شپلی را در فاصله ۲۳۱ پارسک قرار می‌دهد.